# Amazonia (canción)
«Amazonia» es el tercer sencillo escogido por la banda Gojira para promocionar Fortitude. Fue lanzado el 26 de marzo de 2021. La canción beneficiará a la Articulación de los Pueblos Indígenas de Brasil (APIB), que abogan por los derechos ambientales y culturales de las tribus indígenas en la Amazonía que han sufrido inmensamente, víctimas de deforestación, pérdida de tierras, trabajo forzoso, violencia y acoso. Además estrenaron un videoclip dirigido por Charles De Meyer.

## Recepción de la crítica
El sencillo no solo transmite el mensaje intrínseco de Gojira con más elocuencia que nunca, sino que también arroja luz sobre algunas de sus mayores influencias musicales, llevando su sonido distintivo a un nuevo territorio.
Centrada en la destrucción de la selva tropical y la explotación de las tribus indígenas en todo Brasil, no sorprende que el motivo de la canción abarque perfectamente el mensaje político y ambiental que han demostrado a través de su discografía.
Habiendo superado los veinte años de Terra Incognita, el sonido del Jaw-Harp en 'Amazonia' parece más apropiado que nunca. Los guiños a sus temas 'Lizard Skin' y 'Rememberance' se vuelven prominentes a lo largo del tema, la canción muestra algunas de las mayores influencias de la banda, con similitudes con el álbum de Sepultura, de 1996, Roots, que prevalecen en el riff de apertura.
Parece fallar en lo que respecta a generar la inmensa energía y las intrincadas melodías por las que Gojira es famoso. Pueden ser necesarias varias escuchas para captar completamente las melodías vocales de la canción y el mensaje vital que se transmite a través de la letra.
En cuanto al tecnicismo en sí, lo que más destaca es el intrincado estilo de interpretación del bajista Jean-Michel Labadie. Generando un enfoque único y distintivo del bajo, son los deslizamientos gigantescos y la relación con la batería en la interpretación de Labadie lo que eleva la canción al siguiente nivel y permite a Gojira capturar un impresionante sonido tribal.
La canción en su conjunto, es capaz de retener el mensaje intrínseco de la banda con más fuerza que nunca. Ampliando sus horizontes con sutiles paralelismos con Magma y sus influencias musicales, el sencillo, aunque no es tan pegadizo como Another World y Born for One Thing, se convierte en una parte vital de la extensa discografía.
Haciendo eco de líneas desgarradoras como, "el milagro más grande es arder hasta los cimientos" y "la fuente de nuestro dolor […] es la maldición que seguimos", la canción seguramente resonará en los oyentes, provocando una reflexión sobre la responsabilidad individual y nuestro deber de defender a los grupos más vulnerables y explotados de la sociedad.

## Lista de canciones
| N.º | Título     | Duración |  |
| 1.  | «Amazonia» | 5:00     |  |

## Personal
- Joe Duplantier – voz, guitarra
- Christian Andreu – guitarra
- Jean-Michel Labadie – bajo
- Mario Duplantier – batería